# Lika möjligheter
Lika möjligheter eller lika förutsättningar är ett politiskt ideal där individer erhåller status, positioner och rättigheter i konkurrens på lika villkor med andra individer, snarare än enligt faktorer som står utanför individens förmåga att själv påverka. Lika möjligheter står i kontrast till samhällen där nedärvd social status, t.ex. kastsamhällen och klassamhällen, avgör människors potential att uppnå sin potential, samhällen med privilegierade samhällsklasser och samhällen där det förekommer förtryck, rasism eller sexism. Begreppet lika möjligheter är liksom andra politiska ideal, t.ex. rättvisa, jämlikhet och mångfald, inte entydigt utan kan tolkas på många sätt. I själva kan en samstämmighet om lika möjligheter som universellt rättviseideal dölja ideologiska skillnader i vad som anses utgöra lika möjligheter och därmed vad som anses rättvist. Lika möjligheter ses som en förutsättning för det politiska jämlikhetsidealet och för social rättvisa.
Idealet om lika möjligheter kan ta sig många olika uttryck och mer precisa formuleringar, och vissa av dessa olika formuleringar står i konflikt med varandra. Det som på ytan kan tyckas vara en banal sanning som de flesta kan enas om, att alla människor bör ha lika möjligheter, visar vid en närmare undersökning på grundläggande motsättningar i synen på samhällelig rättvisa. I socialdemokratiska kretsar förekommer t.ex. en idédebatt kring lika möjligheter i förhållande till lika utfall och hur dessa två begrepp förhåller sig till en socialdemokratisk strävan efter jämlikhet.
Lika möjligheter framställs ofta som en förutsättning för att kunna uppnå jämlikhet och minska ojämlikhet. Lika möjligheter framställs också ofta som en antites till strukturell diskriminering och som lösning på misslyckad integration av invandrare i ett samhälle. Lika möjligheter ses som nödvändigt för att möjliggöra lika utfall.

## Formellt lika möjligheter

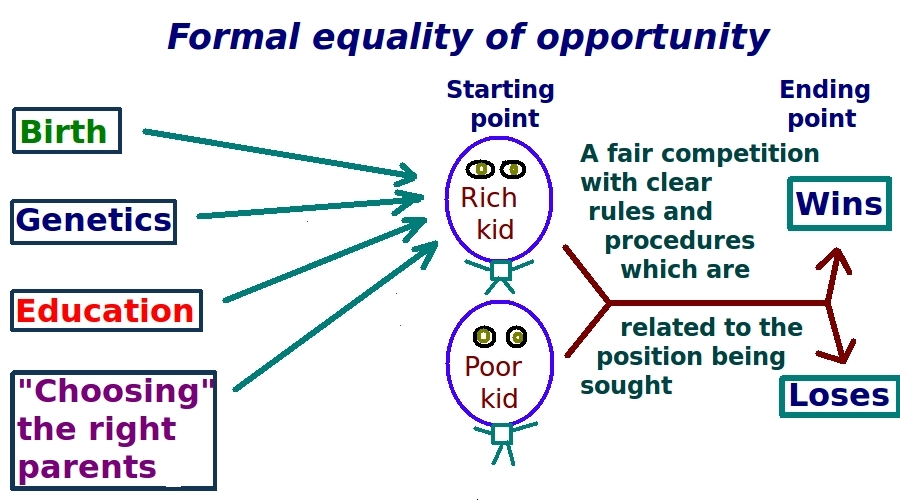
Diagram av formellt lika möjligheter (på engelska)

En ganska svag uppfattning om lika möjligheter är den formella. Enligt denna uppfattning bör alla positioner i samhällets offentliga sfär vara öppna för tävlan på lika villkor. Ansökningar till olika positioner ska bedömas enbart utefter de sökandes relevanta meriter och platserna ska tilldelas de mest kvalificerade. Denna form av lika möjligheter utesluter godtycklig diskriminering eftersom irrelevanta egenskaper inte tillåts spela in i beslutsprocessen. Om ett företag eller en myndighet utannonserar en plats är det exempelvis oftast irrelevant vilket kön, ras, sexuell läggning, livsåskådning, politiskt tänkande eller religiös tro de sökande har. Istället ska den person som är bäst lämpad få platsen.
Den formella uppfattningen om lika möjligheter tar inte hänsyn till de faktorer som ligger till grund för människors kvalifikationer, som social bakgrund eller andra omständigheter. En skiljelinje kan vara den mellan olika geografiska regioner, att alla svenska medborgare ska ha (formellt) lika möjligheter till exempelvis utbildning innebär inte nödvändigtvis att människor av andra nationaliteter ska ha samma möjligheter.
En form av diskriminering är så kallad statistisk diskriminering. Statistisk diskriminering innebär att individer diskrimineras på basis av vissa stereotyper om någon grupp som individerna tillhör, men inte med nödvändighet delar karaktärsdrag med. (Stereotyper som har en statistisk grund kan anses vara bärande argument.)

## Substantiellt lika möjligheter

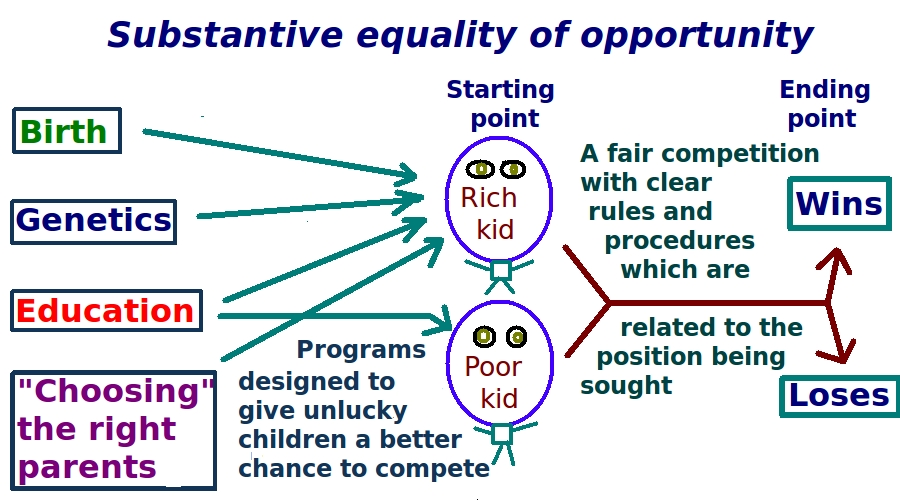
Diagram av substantiellt lika möjligheter

Kritiker av den formella uppfattningen har hävdat att den är för snäv i sitt hänsynstagande till omständigheterna kring människors situation. Kritiken kan formuleras som att problemet med den formella uppfattningen är att den är just formell. En mer djupgående variant av idealet om lika möjligheter är den substantiella. Skillnaden mellan de två kan illustreras med ett exempel på ett samhälle som styrs av en krigarklass. I detta klassamhälle upptas endast kvalificerade krigare med relevanta egenskaper, och medlemmarna i denna klass får åtnjuta fördelar i form av status och välstånd. I detta samhälle blir barnen till krigarna välnärda och får en bra utgångspunkt i livet. Barnen till resten av befolkningen blir emellertid undernärda och har svårt att träna upp sig för att verkligen kunna ha en chans att bli medlemmar i den härskande klassen. I detta samhälle är det formella kravet på lika möjligheter uppfyllt, men det är uppenbart att alla människor i samhället faktiskt inte har lika möjligheter att åtnjuta de fördelar som den härskande krigarklassen åtnjuter. Därmed är inte det substantiella kravet på lika möjligheter uppfyllt, i och med att detta även tar hänsyn till sådana faktorer som samhällsklass.